# Hertford (Caroline du Nord)
Pour la ville britannique, voir Hertford.
La ville de Hertford est le siège du comté de Perquimans, situé en Caroline du Nord, aux États-Unis.

## Démographie
| Groupe            | Hertford | Caroline du Nord | États-Unis |
| ----------------- | -------- | ---------------- | ---------- |
| Afro-Américains   | 48,1     | 21,5             | 12,6       |
| Blancs            | 46,5     | 68,5             | 72,4       |
| Autres            | 3,5      | 4,4              | 6,4        |
| Métis             | 1,4      | 2,2              | 2,9        |
| Asiatiques        | 0,4      | 2,2              | 4,8        |
| Amérindiens       | 0,1      | 1,3              | 0,9        |
| Total             | 100      | 100              | 100        |
|                   |          |                  |            |
| Latino-Américains | 4,8      | 8,4              | 16,7       |

Selon l'American Community Survey, pour la période 2011-2015, 92,88 % de la population âgée de plus de 5 ans déclare parler anglais à la maison alors que 7,12 % déclare parler l'espagnol.
| 1850 | 1870 | 1880 | 1890 | 1900  | 1910  |
| ---- | ---- | ---- | ---- | ----- | ----- |
| 369  | 486  | 661  | 733  | 1 382 | 1 841 |

| 1920  | 1930  | 1940  | 1950  | 1960  | 1970  |
| ----- | ----- | ----- | ----- | ----- | ----- |
| 1 704 | 1 914 | 1 959 | 2 096 | 2 068 | 2 023 |

| 1980  | 1990  | 2000  | 2010  | - | - |
| ----- | ----- | ----- | ----- | - | - |
| 1 941 | 2 105 | 2 070 | 2 143 | - | - |

## Source
- (en) Cet article est partiellement ou en totalité issu de l’article de Wikipédia en anglais intitulé « Hertford, North Carolina » (voir la liste des auteurs).

1. ↑  (en) « Hertford, LA Population - Census 2010 and 2000 », sur censusviewer.com.
2. ↑  (en) « Population of North Carolina - Census 2010 and 2000 », sur censusviewer.com.
3. ↑  (en) « Language spoken at home by ability to speak English for the population 5 years and over », sur factfinder.census.gov.
4. ↑  (en) « Statistiques des États-Unis - Caroline du Nord - Profils des communautés de 2010 » (consulté en novembre 2020)